# Hippocampus fisheri
Hippocampus fisheri is een  straalvinnige vissensoort uit de familie van zeenaalden en zeepaardjes (Syngnathidae). De wetenschappelijke naam van de soort is voor het eerst geldig gepubliceerd in 1903 door Jordan & Evermann.
De soort staat op de Rode Lijst van de IUCN als Niet bedreigd, beoordelingsjaar 2017.